# BAFTA (премия, 1971)
24-я церемония вручения наград премии BAFTA

1971
Лучший фильм: 

Бутч Кэссиди и Санденс Кид 

Butch Cassidy and the Sundance Kid
< 23-я Церемонии вручения 25-я >
24-я церемония вручения наград премии BAFTA, учреждённой Британской академией кино и телевизионных искусств, за заслуги в области кинематографа за 1970 год состоялась в Лондоне в 1971 году.

## Полный список победителей и номинантов
| Победители выделены отдельным цветом. |

### Основные категории
| Категории                                               | Победитель и номинанты                                                                                 |
| ------------------------------------------------------- | --- |
| Лучший фильм                                            | • «Бутч Кэссиди и Санденс Кид»                                                                         |
| Лучший фильм                                            | • «Военно-полевой госпиталь»                                                                           |
| Лучший фильм                                            | • «Дочь Райана»                                                                                        |
| Лучший фильм                                            | • «Кес»                                                                                                |
| Лучшая режиссёрская работа                              | • Джордж Рой Хилл — «Бутч Кэссиди и Санденс Кид»                                                       |
| Лучшая режиссёрская работа                              | • Кен Лоуч — «Кес»                                                                                     |
| Лучшая режиссёрская работа                              | • Дэвид Лин — «Дочь Райана»                                                                            |
| Лучшая режиссёрская работа                              | • Роберт Олтмен — «Военно-полевой госпиталь»                                                           |
| Лучшая мужская роль                                     | • Роберт Редфорд — «Бутч Кэссиди и Санденс Кид», «Бегущий по холмам» и «Скажи им, что Билли Бой здесь» |
| Лучшая мужская роль                                     | • Пол Ньюман — «Бутч Кэссиди и Санденс Кид»                                                            |
| Лучшая мужская роль                                     | • Джордж К. Скотт — «Паттон»                                                                           |
| Лучшая мужская роль                                     | • Эллиотт Гулд — «Боб и Кэрол и Тед и Элис»                                                            |
| Лучшая мужская роль                                     | • Эллиотт Гулд — «Военно-полевой госпиталь»                                                            |
| Лучшая женская роль                                     | • Кэтрин Росс — «Бутч Кэссиди и Санденс Кид» и «Скажи им, что Билли Бой здесь»                         |
| Лучшая женская роль                                     | • Сара Майлз — «Дочь Райана»                                                                           |
| Лучшая женская роль                                     | • Голди Хоун — «Цветок кактуса»                                                                        |
| Лучшая женская роль                                     | • Голди Хоун — «Эй! В моём супе девушка»                                                               |
| Лучшая женская роль                                     | • Джейн Фонда — «Загнанных лошадей пристреливают, не правда ли?»                                       |
| Лучшая мужская роль второго плана                       | • Колин Уэлланд — «Кес»                                                                                |
| Лучшая мужская роль второго плана                       | • Бернард Криббинс — «Дети железной дороги»                                                            |
| Лучшая мужская роль второго плана                       | • Джон Миллс — «Дочь Райана»                                                                           |
| Лучшая мужская роль второго плана                       | • Гиг Янг — «Загнанных лошадей пристреливают, не правда ли?»                                           |
| Лучшая женская роль второго плана                       | • Сюзанна Йорк — «Загнанных лошадей пристреливают, не правда ли?»                                      |
| Лучшая женская роль второго плана                       | • Морин Стэплтон — «Аэропорт»                                                                          |
| Лучшая женская роль второго плана                       | • Эвин Кроули — «Дочь Райана»                                                                          |
| Лучшая женская роль второго плана                       | • Эстель Парсонс — «Человек-арбуз»                                                                     |
| Самый многообещающий дебютант, исполнивший главную роль | • Дэвид Брэдли — «Кес»                                                                                 |
| Самый многообещающий дебютант, исполнивший главную роль | • Лайза Миннелли — «Бесплодная кукушка»                                                                |
| Самый многообещающий дебютант, исполнивший главную роль | • Майкл Сэррэзин — «Загнанных лошадей пристреливают, не правда ли?»                                    |
| Самый многообещающий дебютант, исполнивший главную роль | • Салли Томсетт — «Дети железной дороги»                                                               |
| Лучший сценарий                                         | • «Бутч Кэссиди и Санденс Кид» — Уильям Голдман                                                        |
| Лучший сценарий                                         | • «Боб и Кэрол и Тед и Элис» — Пол Мазурски, Ларри Таккер                                              |
| Лучший сценарий                                         | • «Загнанных лошадей пристреливают, не правда ли?» — Роберт Томпсон, Джеймс По                         |
| Лучший сценарий                                         | • «Кес» — Кен Лоуч, Барри Хайнс, Тони Гарнетт                                                          |

### Другие категории
| Категории                                                  | Победитель и номинанты                                                        |
| ---------------------------------------------------------- | ----------------------------------------------------------------------------- |
| Лучшая музыка к фильму                                     | • «Бутч Кэссиди и Санденс Кид» — Бёрт Бакарак                                 |
| Лучшая музыка к фильму                                     | • «Дети железной дороги» — Джонни Дуглас                                      |
| Лучшая музыка к фильму                                     | • «Ресторан Элис» — Арло Гатри                                                |
| Лучшая музыка к фильму                                     | • «Силуэты на пересечённой местности» — Ричард Родни Беннетт                  |
| Лучшая операторская работа                                 | • «Бутч Кэссиди и Санденс Кид» — Конрад Холл                                  |
| Лучшая операторская работа                                 | • «Ватерлоо» — Армандо Наннуцци                                               |
| Лучшая операторская работа                                 | • «Дочь Райана» — Фредди Янг                                                  |
| Лучшая операторская работа                                 | • «Уловка-22» — Дэвид Уоткин                                                  |
| Лучший дизайн костюмов                                     | • «Ватерлоо» — Мария Де Маттеи                                                |
| Лучший дизайн костюмов                                     | • «Тысяча дней Анны» — Маргарет Фёрс                                          |
| Лучший дизайн костюмов                                     | • «Дочь Райана» — Джоселин Рикардс                                            |
| Лучший дизайн костюмов                                     | • «Кромвель» — Витторио Нино Новаресе                                         |
| Лучшая работа художника-постановщика                       | • «Ватерлоо» — Марио Гарбулья                                                 |
| Лучшая работа художника-постановщика                       | • «Тысяча дней Анны» — Морис Картер                                           |
| Лучшая работа художника-постановщика                       | • «Дочь Райана» — Стивен Граймс                                               |
| Лучшая работа художника-постановщика                       | • «Скрудж» — Теренс Марш                                                      |
| Лучший монтаж                                              | • «Бутч Кэссиди и Санденс Кид» — Джон Ховард, Ричард Мейер                    |
| Лучший монтаж                                              | • «Военно-полевой госпиталь» — Дэнфорд Грин                                   |
| Лучший монтаж                                              | • «Дочь Райана» — Норман Сэвидж                                               |
| Лучший монтаж                                              | • «Загнанных лошадей пристреливают, не правда ли?» — Фредерик Штайнкамп       |
| Лучший звук                                                | • «Бутч Кэссиди и Санденс Кид» — Дон Хэлл, Дэвид Доккендорф, Уильям Эдмундсон |
| Лучший звук                                                | • «Военно-полевой госпиталь» — Дон Хэлл, Дэвид Доккендорф, Бернард Фридрикс   |
| Лучший звук                                                | • «Дочь Райана» — Уинстон Райдер, Гордон МакКаллум                            |
| Лучший звук                                                | • «Паттон» — Дон Хэлл, Дуглас Уильямс, Дон Бассман                            |
| Лучший анимационный фильм                                  | • Henry Nine 'Til Five — Боб Годфри                                           |
| Лучший анимационный фильм                                  | • Children and Cars — Джон Хэйлс                                              |
| Лучший анимационный фильм                                  | • Espolito — Сидни Голдсмит                                                   |
| Лучший анимационный фильм                                  | • It’s Tough to Be a Bird — Уорд Кимбалл                                      |
| Лучший короткометражный фильм Награда имени Джона Грирсона | • The Shadow of Progress — Дерек Уильямс                                      |
| Лучший короткометражный фильм Награда имени Джона Грирсона | • Blake — Уильям Мэйсон                                                       |
| Лучший короткометражный фильм Награда имени Джона Грирсона | • The Gallery — Филип Марк Ло                                                 |
| Лучший короткометражный фильм Награда имени Джона Грирсона | • The Winds of Fogo — Колин Лоу                                               |
| Лучший специализированный фильм                            | • The Rise and Fall of the Great Lakes — Уильям Мэйсон                        |
| Лучший специализированный фильм                            | • Continental Drift — Ко Хёдман                                               |
| Лучший специализированный фильм                            | • Policeman — Эрик Маркис                                                     |
| Лучший специализированный фильм                            | • A Study in Change — Майкл Орром                                             |
| Flaherty Documentary Award                                 | • Sad Song of Yellow Skin — National Film Board of Canada                     |
| United Nations Award                                       | • «Военно-полевой госпиталь»                                                  |
| United Nations Award                                       | • «Кес»                                                                       |
| United Nations Award                                       | • «Признание»                                                                 |
| United Nations Award                                       | • «Уловка-22»                                                                 |
| BAFTA Academy Fellowship Award                             | • Альфред Хичкок — кинорежиссёр, продюсер, сценарист                          |